# Mikrofinans
Mikrofinans handlar om att ge möjligheter till sparande, lån och försäkringar till fattiga människor som inte är välkomna hos de traditionella bankerna.
Ett mikrofinansinstitut kan vara en liten icke vinstinriktad organisation eller en stor kommersiell bank. Mikrofinansinstitutioner agerar i utvecklingsländer genom att förse fattiga människor med finansiella tjänster. I dagsläget beräknas 100 miljoner människor vara kunder till mikrofinansinstitutioner. 
Förutom mikrolån behövs också möjlighet att spara pengar, försäkringar och utbildning. Mikrolån är en del av mikrofinansieringen. 
Mellan 1950- och 1980 fokuserade regeringar och donatorer på att förse småbönder med speciella jordbrukslån och bidrag. Under 1980-talet växlade intresset över till att förse fattiga kvinnor med lån så de kunde starta små rörelser. Dessa gav dem möjlighet att skaffa utrustning och höja hushållets inkomst och standard. Dessa experiment ledde till utvecklandet av icke statsstyrda organisationer som erbjöd finansiella tjänster till de fattiga. Under 1990-talet blev många av dessa organisationer till vanliga banker med möjlighet till både in- och utlåning vilket ökade deras omsättning.
Intresset har de senaste åren ökat markant, vilket bland annat uppmärksammats genom att Mohammad Yunus fick Nobels fredspris för sina insatser inom området samt att FN utlyste 2005 till ”the international year of microcredit”.

## Finansinstitut för fattiga
Det förekommer ofta informella grupper som sparar tillsammans. En del av de här grupperna låter även medlemmarna låna från potten. Fattiga människor ger också sina pengar till grannar för förvaring eller betalar för att någon grupp ska se efter deras område och hålla det säkert (beskydd).
Trots att det är allmänt använt har informella sparformer en del problem. De informella roterande spargrupperna är oftast små och har begränsade summor till förfogande. Dessutom behöver dessa grupper oftast större summor än de klarar av att samla in och då de saknar formell ledning finns det ingen som övervakar eller reagerar på förändringar i medlemmarnas förmåga eller vilja till att spara. Det kanske viktigaste är att de fattiga har större risk att förlora sina pengar genom bedrägerier eller helt enkelt genom att pengar slarvas bort. Den formella ekonomin med dess styrning och regelverk gör stor skillnad även för fattiga människor. 
Affärsbanker är inte strukturerade för att hjälpa dem som inte redan har finansiella tillgångar. De är strukturerade för att stödja dem som redan har.
En del banker beviljar lån till fattiga människor utan annan säkerhet än deras rykte och arbetsvilja. Gramen Bank i Bangladesh växte fram ur ett projekt som försåg kvinnor i byn Jobra med små lån. Bancosol, en kommersiell bank i Bolivia är också en bank som förser de fattiga med olika mikrofinansiella tjänster.
Trots dessa exempel är det så att de flesta av de formella bankerna inte förmedlar mikrofinanstjänster. 
Olika mikrofinansieringsinstitut har olika avgifter och de har också olika räntesatser. Mycket är beroende av hur deras verksamhet är uppbyggd och hur den är finansierad i grunden. De som har bistånd från regeringar, hjälporganisationer eller fonder har lättare att sänka sina avgifter till låntagarna. Annorlunda blir det för de som är självfinansierade och små. De har högre kostnader att täcka och därigenom tvingas de att ta ut högre effektiv ränta.

## Effekter av mikrofinansiering
Jämförande studier har visat att:
- Mikrofinans hjälper de fattigaste hushållen att klara av sina grundläggande behov och att skydda dem mot risker,
- Användningen av finansiella tjänster av låginkomsthushållen korrelerar med förbättring i hushållens ekonomiska standard och möjlighet till utveckling och utökning.
- Genom att stödja kvinnors ekonomiska deltagande hjälper mikrofinans till att ge kvinnor mer makt. Detta ger större jämställdhet mellan könen och förbättrar hushållens välmående.
- För nästan alla variabler är storleken som påverkan av programmen har, direkt relaterat till hur länge klienterna har varit medlemmar [1]

Fattiga människor med tillgång till sparande, kredit, försäkringar och andra finansiella tjänster, är mer opåverkade av och har lättare att klara av de dagliga kriser och bekymmer de möter. Med tillgång till Mikroförsäkringar kan fattiga människor klara av plötsliga utgiftsökningar som är associerade med t.ex. död, allvarlig sjukdom och förlust av ägodelar.
Tillgång till kredit ger fattiga människor möjligheter till en bas för att planera och expandera affärsaktiviteter. Flera studier visar att klienter som kommer in i programmen och stannar har bättre ekonomiska förhållanden än de som inte anslutit sig. Detta skulle då visa att programmen medverkar till dessa förbättringar. Några studier har också visat att över tid har ett antal klienter kvalificerat sig ur fattigdom.
Genom att minska sårbarheten och öka förtjänsterna och sparande ger finansiella tjänster de fattiga hushållen en möjlighet att förändra sitt leverne från "dag till dag-överlevande" till att "planera för framtiden".